# Liesing, Lesna dolina
Liesing je naselje občine Lesna dolina v okraju Šmohor na Koroškem v Avstriji.